# Lazaros Loizidis
Lazaros Loizidis (Λάζαρος Λοϊζίδης; Taldıqorğan, 16 febbraio 1976) è un lottatore greco, specializzato nella lotta libera.

## Biografia
È fratello di Nikolaos Loizidis, anche lui lottatore di caratura internazionale, che ha partecipato ai Giochi olimpici di Sydney 2000.
Ha rappresentato la Grecia ai Giochi olimpici estivi di Atlanta 1996, in cui è stato estromesso dal tabellone principale dal tedesco Alexander Leipold ai sedicesimi ed è stato eliminato ai ripescaggi dall'iraniano Issa Momeni.
Ai XIII Giochi del Mediterraneo di Bari 1997 ha vinto la medaglia d'argento, perdendo in finale contro il turco Kamil Kocaagaoglu.
Ha fatto parte della spedizione greca ai XIV Giochi del Mediterraneo di Tunisi 2001, dove ha vinto la medaglia d'argento, a seguito della sconfitta contro il turco Nuri Zengin nell'incontro decisivo per il titolo.
All'Olimpiade di Atene 2004, ha vinto il girone di qualificazione superando il georgiano Revaz Mindorashvili e il francese Vincent Aka-Akesse. È poi stato eliminato dal tabellone principale dal cubano Yoel Romero ed ha perso lo scontro per il quinto posto contro l'iraniano Majid Khodaei.
Agli europei di Ankara 2004 ha guadagnato la medaglia di bronzo. 
Agli europei di Varna 2005 ha vinto nuovamente il bronzo. Ai XI Giochi del Mediterraneo di Almería 2005 ha vinto per la terza volta l'argento, riportando la sconfitta in finale contro il turco Serhat Balcı.

## Palmarès
| Anno | Manifestazione          | Sede        | Evento | Risultato | Note |
| ---- | ----------------------- | ----------- | ------ | --------- | ---- |
| 1993 | Europei junior          | Götzis      | 81 kg  | 5º        |      |
| 1994 | Mondiali junior         | Budapest    | 74 kg  | Bronzo    |      |
| 1995 | Europei                 | Friburgo    | 74 kg  | 9º        |      |
| 1995 | Mondiali espoir         | Teheran     | 74 kg  | 15º       |      |
| 1996 | Europei                 | Budapest    | 74 kg  | 6º        |      |
| 1996 | Giochi olimpici         | Atlanta     | 74 kg  | 20º       |      |
| 1997 | Europei                 | Varsavia    | 76 kg  | 16º       |      |
| 1997 | Giochi del Mediterraneo | Bari        | 76 kg  | Argento   |      |
| 1997 | Mondiali                | Krasnojarsk | 76 kg  | 18º       |      |
| 1999 | Europei                 | Minsk       | 85 kg  | 6º        |      |
| 1999 | Mondiali                | Ankara      | 76 kg  | 28º       |      |
| 2000 | Europei                 | Budapest    | 85 kg  | 12º       |      |
| 2001 | Europei                 | Budapest    | 85 kg  | 11º       |      |
| 2001 | Giochi del Mediterraneo | Tunisi      | 85 kg  | Argento   |      |
| 2001 | Mondiali                | Sofia       | 85 kg  | 9º        |      |
| 2002 | Europei                 | Baku        | 84 kg  | 6º        |      |
| 2002 | Mondiali                | Teheran     | 84 kg  | 11º       |      |
| 2003 | Europei                 | Riga        | 84 kg  | 5º        |      |
| 2003 | Mondiali                | New York    | 84 kg  | 15º       |      |
| 2004 | Europei                 | Ankara      | 84 kg  | Bronzo    |      |
| 2004 | Giochi olimpici         | Atene       | 84 kg  | 6º        |      |
| 2005 | Europei                 | Varna       | 84 kg  | Bronzo    |      |
| 2005 | Giochi del Mediterraneo | Almería     | 84 kg  | Argento   |      |
| 2006 | Europei                 | Mosca       | 84 kg  | 13º       |      |
| 2007 | Europei                 | Sofia       | 84 kg  | 18º       |      |
| 2007 | Mondiali                | Baku        | 84 kg  | 9º        |      |